# سيجا سوبرستارز تنس
سيجا سوبرستارز تنس (بالإنجليزية: Sega Superstars Tennis)‏ ، هي لعبة فيديو من نوع رياضة التنس، أنتجت شركة سيجا عام 2008م.

## وصلة خارجية
- SEGA Superstars Tennis at Feral Interactive